# Gryazev-Shipunov GSh-301
El Gryazev-Shipunov GSh-30-1 (o GSh-301 según la nueva designación rusa; también conocido por la designación GRAU como 9A-4071K) es un cañón automático de calibre 30 mm diseñado para ser usado en aviones militares soviéticos y posteriormente rusos, entró en servicio a principios de los años 1980. Actualmente es fabricado por la compañía rusa Izhmash JSC.
El GSh-301 es un cañón monotubo accionado por gas con un peso de 46 kg. A diferencia de la mayoría de cañones contemporáneos, es un cañón de acción lineal, no es un cañón revólver ni rotativo, fue diseñado con intención de que su menor cadencia de tiro fuera compensada por su reducido peso y volumen.
En combinación con un sistema de puntería/telémetro láser, se informa que es extremadamente preciso así como potente, capaz de destruir un blanco con tres a cinco disparos. Fue incorporado en varios tipos de aviones de combate:
- Su-27, Su-30, Su-33 y Su-35: 1 GSh-301 montado en el encastre alar derecho con una carga de munición de 150 proyectiles.
- Su-34: 1 GSh-301 en el encastre alar derecho con 180 proyectiles.
- MiG-29: 1 GSh-301 en el encastre alar izquierdo con 150 proyectiles.
- Yak-141: 1 GSh-301 en la parte inferior del fuselaje con 150 proyectiles.
- Contenedor de cañón 9A4273: 1 GSh-301 montado en un afuste móvil con 150 proyectiles, el conjunto pesa 480 kg.